# Поршдорф
Поршдорф (нем. Porschdorf) — бывшая коммуна в немецкой федеральной земле Саксония. С 1 января 2012 года входит в состав города Бад-Шандау.
Подчиняется земельной дирекции Дрезден. Входит в состав района Саксонская Швейцария. Население составляет 1239 человек (на 31 декабря 2010 года). Занимает площадь 10,93 км². Официальный код — 14 2 87 300.
Коммуна подразделялась на 3 сельских округа.